# 李濂 (光緒進士)
李濂，浙江省寧波府鎮海縣人，清朝政治人物。同進士出身。
光緒二年（1876年），參加丙子恩科會試，得貢士第24名。殿試登進士3甲第24名。同年五月（6月3日），著分六部學習。